# 丹羽长秀
丹羽長秀（1535年10月16日—1585年5月15日），日本戰國時代、安土桃山時代武將，仕奉織田信長。織田四天王之一，別稱鬼五郎左、米五郎左，幼名萬千代。

## 經歷
生於尾張春日井郡儿玉村（今愛知縣名古屋市西區），丹羽長政次男。丹羽氏初時為斯波氏家臣，1550年出仕织田信长，1553年梅津表合戰首次上戰場。1556年在稻生之戰為信長的一員。1560年參與桶狹間之戰，但沒有編在攻擊今川義元部隊中。
依據『信長公記』，自攻打美濃國稻葉山城齊藤龍興時開始受到信長重用，曾消滅尾張犬山城的織田信清勢力（犬山城之戰），並在攻打美濃國猿喰城、堂洞城時立下戰功（稻葉山城之戰），1568年（永祿11年）在足利義昭奉命信長上京之際，攻打南近江六角氏觀音寺城獲得戰功。此外，在內政方面，負責建造安土城，獲得佐和山城、若狹等領地。1571年2月24日原佐和山城城主磯野員昌經勸告退城，將城主之位讓给丹羽。1581年參與京都織田信長舉辦御馬揃閱兵儀式，獲第一名進場之榮耀。

### 本能寺之變後
1582年以織田信孝副將身份支援出征四國，出發前得知爆發本能寺之變，並參與山崎之戰。清洲會議後與池田恆興共同支持羽柴秀吉擁立織田秀信（三法師）為織田當主，當天正11年（1583年）秀吉於賤岳之戰消滅柴田勝家勢力後，受封越前、若狹及加贺一百二十三万石领地。1585年於北之庄城患上寸白病(寄生蟲病)病逝(一說是胃癌)。另有丹羽長秀因羽柴秀吉找藉口逼迫切腹自殺以及悔恨自己支持秀吉，反而導致秀吉迫害織田後代憤而自盡的說法。
長秀後來娶了信長的養女（實為信長之兄織田信廣之女）為妻，而長秀的繼承人，兒子丹羽長重則娶了信長的女兒為妻，長秀本人被信長認為是朋友、也是兄弟，得到深厚的信賴。丹羽長重後來在江戶幕府初期時，受封為陸奧白河藩的藩主。此外，在織田四天王家系當中，只有丹羽氏在江戶時代仍是大名。

## 鬼之稱號釋疑
雖有鬼五郎左稱號，但實際上並不善戰，大概是在戰場上夠勇敢而有所稱；在信忠時期的重臣中，柴田勝家、瀧川一益、羽柴秀吉、明智光秀都已是統兵一方的大將，負責幫信長、信忠父子東征西討，反觀地位可算織田家前三、名望能與勝家並稱的長秀卻無如此待遇可見一斑，且長秀在織田政權時代也從無擔任主將的記錄，擔任副將或隊長的紀錄倒是一大堆。

## 領地遭減之因
丹羽長秀死後，嫡子長重繼任家督，秀吉立刻找藉口將丹羽家由一百二十萬石的超級大名消減為十二萬石的小大名，是因為秀吉獨立之初仍需要織田家舊部的支持，織田派系中舉足輕重的丹羽長秀無疑是支持秀吉的舊部之首；後來秀吉自身根基已穩固，不再需要織田舊屬的支持，便馬上拔除勢力龐大、猶如芒刺在背的丹羽家。
關原之戰丹羽長重加入西軍，戰敗後丹羽家失勢，後經二代將軍德川秀忠協調，改易為白河藩，因此丹羽家對德川幕府一直忠義到幕末。

## 家臣
- 上田重安
- 大島光義
- 太田一吉
- 戶田勝成
- 長束正家
- 溝口秀勝
- 村上賴勝
- 桑山重晴

## 登場作品
小說
- 腹中之敵（文藝春秋、南條範夫（日语：南條範夫）著）
- 腹中之敵（新潮社、松本清張著）
- 丹羽長秀（PHP研究所、菊池道人（日语：菊池道人）著）
- 清須會議（幻冬舍、三谷幸喜著）
- 空屋軍師（學研、簑輪諒（日语：簑輪諒）著）
- 織田第一的男人、丹羽長秀（光文社、佐佐木功著）

影視劇
- 出世太閤記（1938年、日活、演：瀨川路三郎（日语：瀬川路三郎））
- 風雲兒織田信長（日语：風雲児 織田信長）（1959年、東映、演：里見浩太郎）
- 太閤記（日语：太閤記 (NHK大河ドラマ)）（1965年、NHK大河劇、演：神田隆（日语：神田隆 (俳優)））
- 天與地（1969年、NHK大河劇、演：藤森達雄（日语：真田健一郎））
- 青春太閤記（日语：青春太閤記 いまにみておれ!）（1970年、NTV、演：森章二）
- 國盜物語（日语：国盗り物語 (NHK大河ドラマ)）（1973年、NHK大河劇、演：北村晃一）
- 新書太閤記（日语：新書太閤記#新書太閤記（NETテレビ））（1973年、NET、演：中丸忠雄）
- 黃金的日子（日语：黄金の日日）（1978年、NHK大河劇、演：坂本長利）
- 影武者（1980年、東寶、演：山下哲夫）
- 女太閤記（1981年、NHK大河劇、演：小瀨格）
- 德川家康（1983年、NHK大河劇、演：龍崎勝（日语：竜崎勝））
- 太閤記（日语：太閤記 (1987年のテレビドラマ)）（1987年、TBS、演：、演：遠藤征慈（日语：遠藤征慈））
- 信長 KING OF ZIPANGU（1992年、NHK大河劇、演：杉本哲太）
- 獲取天下的男人 豐臣秀吉（日语：天下を獲った男 豊臣秀吉）（1993年、TBS、演：田中浩（日语：田中浩 (俳優)））
- 織田信長（日语：織田信長 (1994年のテレビドラマ)）（1994年、TX、演：伊吹剛）
- 豐臣秀吉 獲取天下！（日语：豊臣秀吉 天下を獲る!）（1995年、TX、演：潮哲也）
- 秀吉（1996年、NHK大河劇、演：篠田三郎）
- 織田信長 取得天下的傻瓜（日语：織田信長 天下を取ったバカ）（1998年、TBS、演：伊崎充則）
- 利家與松（2002年、NHK大河劇、演：梅澤富美男（日语：梅沢富美男））
- 太閤記 被喚為猴子的男人（日语：太閤記 サルと呼ばれた男）（2003年、CX、演：高杉亘）
- 國盜物語（日语：国盗り物語#新春ワイド時代劇版）（2005年、TX、演：二反田雅澄）
- 太閤記 獲取天下的男人・秀吉（日语：太閤記〜天下を獲った男・秀吉）（2006年、EX、演：長谷川初範）
- 功名十字路（2006年、NHK大河劇、演：名高達男）
- 敵在本能寺（2007年、EX、演：乃一裕）
- 明智光秀 不被神眷顧的男人（日语：明智光秀〜神に愛されなかった男〜）（2007年、CX、演：本田博太郎）
- 火天之城（日语：火天の城#映画）（2009年、東映、演：西岡德馬（日语：西岡徳馬））
- 寧寧：女太閤記（2009年、TX、演：魁三太郎）
- 江~公主們的戰國~（2011年、NHK大河劇、演：江連健司）
- 戰國疾風傳 二人軍師（日语：戦国疾風伝 二人の軍師 秀吉に天下を獲らせた男たち）（2011年、TX、演：成瀨正孝（日语：成瀬正孝））
- 清須會議（日语：清須会議 (小説)#映画）（2013年、東寶、演：小日向文世）
- 女信長（2013年、CX、演：勝矢）
- 信長協奏曲（2014年、CX、演：阪田雅信（日语：阪田マサノブ））
- 軍師官兵衛 （2014年、NHK大河劇、演：勝野洋）
- 麒麟來了 （2020年、NHK大河劇、演：松田賢二）
- 怎麼辦家康 （2023年、NHK大河劇、演：福澤朗）
- THE LEGEND & BUTTERFLY（2023年、東映、演：橋本潤）

## 關連項目
- 觀音寺城之戰
- 有岡城之戰
- 小松寺砦跡
- 坂本城 - 城主修理

## 外部連結
丹羽長秀│書籍│PHP研究所（页面存档备份，存于）
| 織田四天王                                   |
| -------------------------------------------- |
| 柴田勝家 \| 丹羽长秀 \| 瀧川一益 \| 明智光秀 |